# 无梗风毛菊
无梗风毛菊（学名：Saussurea apus）是菊科风毛菊属的植物，是中国的特有植物。分布在中国大陆的西藏、青海、甘肃等地，生长于海拔4,000米至5,300米的地区，多生在河谷，目前尚未由人工引种栽培。